# Mohammed bin Rashid Al-Maktoum

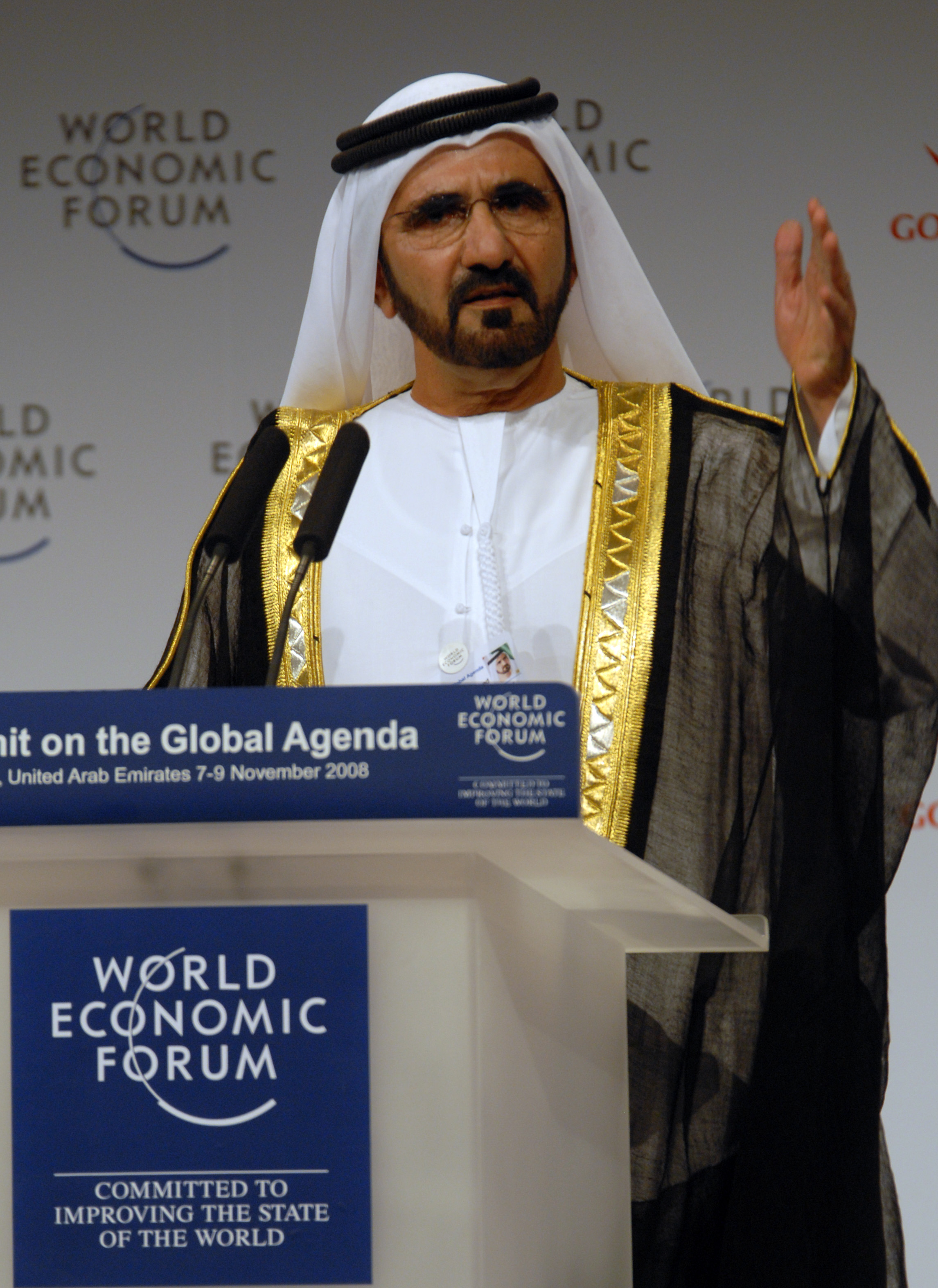
Șeicul Mohamed la summitul Forumului Economic Mondial din 2008

Mohammed bin Rashid Al Maktoum (în arabă: محمد بن راشد آل مكتوم; Muḥammad bin Rāshid al Maktūm, n. 15 iulie 1949), cunoscut și ca șeicul Mohamed, este vice-președintele și primul-ministru al Emiratelor Arabe Unite și monarh constituțional (emirul) al emiratului Dubai.
Deține aceste funcții din perioada ianuarie-februarie 2006, când i-a succedat fratelui său mai mare, Maktoum bin Rashid Al Maktoum.
A fost desemnat ca personalitatea lumii islamice din anul 2013.

## Copilărie și educație
Este cel de-al treilea din cei patru fii ai lui Rashid bin Said Al-Maktoum, membri ai familiei de  emiri Al-Maktoum și descendenți ai Casei Al-Falasi. De la vârsta de 4 ani, Șeicul Mohammed a studiat în particular limba arabă și studiile islamice. În anul 1955, a început educația formală la Școala Al-Ahmedia. La vârsta de 10 ani, s-a transferat la Școala Al-Shaab, ulterior, după doi ani mutându-se la Liceul Dubai. În anul 1966, împreună cu vărul său, Șeicul Mohammed bin Khalifa Al-Maktoum, s-a înscris la școala de limbă engleză la Bell Educational Trust din Marea Britanie.

## Căsătorie și familie
Soția cea mai în vârstă este Șeica Hind bint Maktoumbin Juma Al-Maktoum, verișoară și membră a familiei regale din Dubai, cu care Prințul Mohammed s-a căsătorit în anul 1979.  
Șeica Hind este mama a 12 dintre copiii Șeicului, inclusiv al moștenitorului legal, Șeicul Hamdan bin Mohammed Al-Maktoum, născut în 1982, prințul moștenitor al Dubaiului.
Soția cea tânără este Prințesa Haya bint Al-Hussein, fiica Regelui Hussein al Iordaniei și sora vitregă a Regelui Abdullah al II-lea al Iordaniei. Prințesa Haya s-a căsătorit cu Șeicul Mohammed în data de 10.04.2004 și are doi copii cu el, o fiică, Al-Jalila, născută în 02.12.2007, și un fiu, Zayed, născut în data de 07.01.2012.
Șeicul Mohammed are 23 de copii recunoscuți oficial, nouă fii și 14 fiice, din care patru sunt căsătorite cu reprezentanți ai familiilor regale din Orientul Mijlociu:
•	Șeica Manal bint Mohammed bin Rashid Al Maktoum (născută în 1977) căsătorită cu Șeicul Mansour bin Zayed Al Nahyan de Abu Dhabi;
•	Șeica Hassa bint Mohammed bin Rashid Al Maktoum (născută în 1980), căsătorită cu Șeicul Saeed bin Dalmouk Al Maktoum;
•	Șeica Latifa bint Mohammed bin Rashid Al Maktoum (născută în 1989), căsătorită cu Șeicul Mohammed bin Hamad bin Mohammed Al Sharqi, Prințul Moștenitor de Fujairah;
•	Șeica Shaikha bint Mohammed bin Rashid Al Maktoum (născută în 1992), căsătorită cu Șeicul Nasser bin Hamad Al Khalifa de Bahrain;
•	Șeicul Majid bin Mohammed bin Rashed Al Maktoum (născut în 1987) căătorit cu Șeica Hessa Beljafla.

## Interese culturale și sportive
Al Maktoum și copiii săi sunt recunoscuți ca fiind iubitori de poezie și artă arabă și participă la proiecte umanitare pentru țări în dezvoltare, precum Iordania, Egipt, Autoritatea Palestiniană și Yemen. Șeicul Mohammed a scris poezii în Nabati (arabă vorbită). 
În lumea sportului internațional, Șeicul Mohammed este cunoscut pentru cursele de cai pur-sânge, dar și pentru faptul că se ocupă cu creșterea cailor. În prezent, familia regală deține cea mai mare crescătorie de cai, Darley Stud, cu ferme în toată lumea – SUA, Irlanda, Anglia și Australia.   De asemenea, prințul deține propriul iaht numit Dubai, construit de compania germană Blohm & Voss, lung de 162 de metri, cel de-al treilea iaht din lume, după lungime, cu o capacitate de 115 persoane, inclusiv echipajul.

## Politicul și afacerile
La 03.01.1995, fratele său mai mare, emirul Maktoum bin Rashid Al-Maktoum a semnat două decrete prin care l-a numit pe Șeicul Mohammed, Prințul Moștenitor al emirtului. El a fost numit, totodată, și ministrul apărării al Emiratelor Arabe Unite (EAU).  După aproape un deceniu de guvernare de facto, a devenit conducătorul Dubaiului în 4 ianuarie 2006, după moartea fratelui său. Imediat la o zi după numire, Consiliul Național Federal l-a ales în funcția de vicepreședinte al EAU. La 11 februarie, a fost desemnat în funcția de premier al EAU.
Șeicul Mohammed a coordonat și supervizat dezvoltarea proiectelor în Dubai, printre care crearea Palm Islands și a luxosului hotel Burj Al-Arab. Totodată, a promovat construirea celei mai înalte clădiri din lume din vremea aceea, Burj Khalifa, a cărei deschidere oficială a avut loc în ianuarie 2010. În timpul mandatului său de prinț moștenitor, a restabilizat compania Dubai Holding, deținând în prezent 99,67% din acțiuni.
Averea familiei este estimată la peste 14 miliarde USD.

## Acțiuni caritabile
Șeicul Mohammed este faimos pentru donațiile sale. În acest sens, în 19 mai 2007, a anunțat că va investi 10 miliarde USD pentru înființarea Fundației Mohammed bin Rashid Al-Maktoum pentru a crea o punte între regiunea arabă și lumea dezvoltată. Anunțul investiției a fost făcut la Forumul Economic Global din Iordania.  
În luna septembrie 2007, a lansat campania „Dubai Cares”  pentru a colecta fonduri în scopul educării unui milion de copii din statele sărace. În aceeași linie, a lansat (3 septembrie 2008) inițiativa „Noor Dubai”  destinată ajutorării Organizației Mondiale a Sănătății și  Agenției Internaționale pentru Prevenirea Orbirii pentru a-și îndeplini obiectivele prezentate în Viziunea 2020: Dreptul la Vedere. „Noor Dubai” va trata și furniza servicii medicale persoanelor care suferă de orbire tratabilă și afecțiuni ale ochilor.

## Controverse
În anul 2009, Șeicul Mohammed bin Rashid al-Maktoum a fost suspendat șase luni din cursele de călărie pe distanțe lungi, după ce calul său a fost depistat pozitiv la un control anti-doping, potrivit unui comunicat al Federației Internaționale de Echitație (FEI). El a primit totodată și o amendă de 2350 de lire sterline din partea FEI, organizație condusă chiar de soția lui, Prințesa Haya a Iordaniei. Conform purtătorului de cuvânt al FEI, Malina Guerguiev, soția Șeicului Mohammed a păstrat distanța față de acest caz. Șeicul Mohammed a declarat că nu știa că au fost folosite substanțe interzise. Antrenorul Abdullah bin Huzaim a fost de asemenea amendat și suspendat pentru un an, după ce a recunoscut că a dopat caii înainte de curse.

## Legături externe
- Site-ul oficial al Prim-ministrului Emiratelor Arabe Unite